# آرتاخه
آرتاخه یا آرتاخایس دانشمند و مهندس ایرانی زمان هخامنشیان و از سازندگان کانال خشایارشا بود. وی مدتی پس از اتمام کارش درگذشت.
آرتاخائیس (یونانی باستان: Ἀρταχαίης)، پسر آرتائوس، مهندس هخامنشی ایران باستان بود که در حدود سده پنجم پیش از میلاد می‌زیست.
او به عنوان بلندقدترین مرد کشورش شناخته می شد. او به عنوان "چهار انگشت کمتر از پنج ذراع سلطنتی" توصیف شده است. نمی توان با دقت دانست که منظور از طول امروزی در اینجا چیست، اما اکثر محققان معتقدند که ارتفاع آن بین هفت تا هشت فوت بوده است.
جدای از قدش، آرتاخائیس برای معماری کانال خشایارشا در سراسر شبه جزیره در پایه کوه آتوس و نقش مستقیم او در نظارت بر ساخت آن مورد توجه قرار گرفت.
او در حالی درگذشت که خشایارشا اول با ارتش خود در آتوس بود. خشایارشا که از مرگ او سخت اندوهگین بود، تشییع جنازه ای باشکوهی برای او برپا کرد و به لشکر خود دستور داد تا تپه ای برای آرتاخائیس برپا کنند. گفته می شود که این تپه تا اواخر سده نوزدهم قابل مشاهده بوده است.
در زمان هرودوت مورخ، آکانتیان در تعقیب یک پیشگویی، به عنوان قهرمان برای آرتاخیس قربانی کردند.
هرودوت همچنین از چند فرمانده که فرزندان آرتاخایی بودند نام می برد. اینها Artaÿntes، که فرماندهی بخشی از نیروی دریایی ایران، و Otaspes، که فرماندهی گروهی از سربازان آشوری در ارتش بود.